# Peak Forest
Peak Forest est une paroisse civile et un village du Derbyshire, en Angleterre.